# 2062
2062 (MMLXII) е обикновена година, започваща в неделя според Григорианския календар. Тя е 2062-рата година от новата ера, шестдесет и втората от третото хилядолетие и третата от 2060-те.